# Helictopleurus tamatavensis
Helictopleurus tamatavensis là một loài bọ cánh cứng trong họ Bọ hung (Scarabaeidae).